# Herb Kcyni

Herb Kcyni w latach 2001-2015

Herb Kcyni – jeden z symboli miasta Kcynia i gminy Kcynia w postaci herbu.

## Wygląd i symbolika
Herb przedstawia w polu czerwonym Orła Białego z dziobem, szponami i koroną złotymi.
Orzeł Biały był często używanym godłem herbowym miast należących do dóbr królewskich.

## Historia

### Okres staropolski
Godło herbowe Kcyni znane jest z szeregu zabytków, z których najstarszym jest odcisk pieczęci przyłożonej na dokumencie z 1576 roku. Pieczęć okrągła, o średnicy 28 mm. W polu pieczęci tarcza wycięta w dwa półkola u góry, w której orzeł, prawdopodobnie bez korony. Szyja lekko wygięta, wydatne uda, lotki w skrzydłach w dół i lekki ukos, dłuższe u dołu i coraz krótsze ku górze. Legenda praktycznie niewidoczna, widać jedynie CINEN (zapewne SIGILLUM KCINENSIS).
Kolejna pieczęć przyłożona jest na dokumencie z 1636 roku, prawdopodobnie wykonano ją w XVII wieku. Pieczęć okrągła, o średnicy 30 mm. W polu pieczęci, bez tarczy, orzeł wyraźnie zwrócony w lewo. Nadal ciężko odróżnić ewentualną koronę. Orzeł jest z wyraźną wydatną piersią i rozbudowanym ogonem. Skrzydła rozwinięte w wachlarz. Legenda otokowa głosi SIGILLUM OPPIDI KCINENSIS.
Z okresu staropolskiego zachowała się jeszcze jedna pieczęć Kcyni, datowana na 1709 rok. Pieczęć okrągła, o średnicy 30 mm. W polu pieczęci barokowy orzeł w koronie, tym razem zwrócony w prawo. Legenda otokowa, oddzielona linią perełkową, głosi SIGILLUM PROCONSULARE OPPIDI KCINA A(NNO) 1709.

### Okres zaborów
W czasach zaborów, zanim na miejskie pieczęcie zostały wprowadzone symbole państwowe, Kcynia używała jednej pieczęci z tradycyjnym godłem – Orłem Białym oraz z niemiecką legendą otokową STADTVERORDNETEN VERSAMMLUNG IN KCYNIA. Orzeł znajdował się w tarczy, nad którą wypisany rok 1262. Herb z tej XIX-wiecznej pieczęci przytoczył m.in. Vossberg w swoim herbarzu, jako herb Kcyni. Publikacja Vossberga jest o tyle ważna, że bodaj jako pierwsza podaje barwy herbu – srebrny orzeł ukoronowany złotą koroną.
Następna znana pieczęć miejska Kcyni, pochodząca z końca XIX wieku, o legendzie MAGISTRAT UND POLIZEIVERWALTUNG IN EXIN, wprowadza już pruskie symbole państwowe. Herb Kcyni nie został jednak zapomniany. Przytacza go np. Otto Hupp. Mimo średniowiecznej proweniencji miasta, Hupp proponuje dla kcyńskiego orła stylistykę bliższą XVII-wiecznej pieczęci. Barwę złotą ma już nie tylko korona, ale także oręż orła.
Otto Hupp odpowiadał także za rysunki na znaczkach reklamowych dołączanych do opakowań Kawy Hag. Znaczek poświęcony Kcyni zawiera herb w typowej dla Huppa stylistyce, z tą różnicą, że orzeł narysowany jest w manierze średniowiecznej, a więc bliższy wizerunkowi z najstarszej pieczęci.
Źródłem do XX-wiecznej heraldyki niemieckiej są banknoty zastępcze i tym podobne środki płatnicze, emitowane w czasie I wojny światowej w wielu miastach zarówno właściwych Niemiec jak i na ziemiach zaboru pruskiego. Na kuponach uprawniających do wypłacenia z miejskiej kasy różnych nominałów, wydawanych m.in. w latach 1914, 1916, 1917 widoczne są odciski w tuszu pieczęci z legendą MAGISTRAT DER STADT EXIN i z kompozycją znaną m.in. z Vossberga w polu pieczęci. Jest to zatem przykład pieczęci miejskiej Kcyni, gdzie przy niemieckiej legendzie widnieje polski herb w polu tarczy. Z tego samego okresu, na tego samego rodzaju kuponach, można zauważyć odciski pieczęci miejskich z legendą identyczną, za to z pruskim orłem. Prawdopodobnie, pojawienie się polskiego herbu, związane jest ze stopniowym upadkiem i rozluźnieniem władzy niemieckiej. „Pruskie” pieczęcie bowiem przyłożone są na kuponach z samego początku wojny, zaś „polskie” – z fazy środkowej i schyłkowej. Ani jedna, ani druga pieczęć nie są wymieniane w literaturze. W Kcyni, w ostatnich latach I wojny, w obiegu były także banknoty zastępcze, tzw. notgeldy. Nominały to m.in. 10, 25 i 50 pfenigów oraz 1, 2 i 5 marek. Banknoty te na odwrotnej stronie miały widoczek miasta oraz herb według kompozycji Vossberga.

### Okres międzywojenny
Po I wojnie światowej kwestią herbu Kcyni zajął się polski heraldyk Marian Gumowski. Zgodnie z jego ustaleniami z okresu międzywojennego, herb Kcyni miał przedstawiać orła białego ze złotą koroną w czerwonym polu. Powojenną niemiecką pozycją bibliograficzną odnotowującą herb Kcyni jest wydany w 1938 niemiecki album Ausslanddeutsche Stadten und Ihre Wappen. Pozycja ta, o mocnym wydźwięku propagandowym, przytacza herby wszystkich miast, które przed I wojną światową należały do Niemiec, zaś w dwudziestoleciu międzywojennym znalazły się w krajach ościennych. Album kompletowało się podobnie jak album kawy Hag, wklejając znaczki z herbami.

### Okres powojenny
Po II wojnie światowej pamiętano o dawnym herbie Kcyni. Nadal aktywny Marian Gumowski przytoczył herb Kcyni w swojej publikacji Herby miast polskich z 1960 roku. Stylizacja jego rekonstrukcji nawiązuje do rysunku międzywojennego, chociaż pojawiło się więcej szczegółów upierzenia oraz przepaska koniczynowa. Zupełnie inną stylizację herbu miasta zaproponował autor ilustracji dla Miast polskich w tysiącleciu, Marian Haisig. Jego orzeł nawiązuje jakby do pieczęci z 1636 i 1709. Skrzydła rozłożone są w pełny wachlarz, opierzenie ud stosunkowo krótkie, łapy szeroko rozłożone, rozbudowany ogon.

### Lata 90 i 2000
W zasadzie kopią opracowania Haisiga jest herb zamieszczony w Herbarzu miast polskich autorstwa Andrzeja Plewako, Józefa Wanaga. Jedyna różnica jest w kształcie tarczy. W latach 90 XX wieku nastąpił gwałtowny i niekontrolowany renesans zainteresowania heraldyką samorządową. Było to po części zapewne spowodowane zmianami w ustawodawstwie, które umożliwiło miastom i gminom przyjmowanie herbów. Często dochodziło wówczas do sytuacji, gdy wizerunki herbów tworzono bez dogłębnego badania historycznego, zaś procedurę powierzano osobom nieobeznanym ze sztuką heraldyczną. Również w Kcyni nie sięgnięto do źródeł starszych i opracowano herb odwołujący się jedynie do rekonstrukcji Vossberga. W części oficjalnych źródeł, takich jak np. BIP miasta i gminy, herb był wręcz identyczny z tym znanym z XX-wiecznych kuponów i notgeldów – z „nagłówkiem” zawierającym datę lokacji włącznie. Herb w takiej wersji (minus „nagłówek”) pojawił się w Leksykonie miast polskich z 1998.
U progu XXI wieku, mając świadomość uchybień w używanej symbolice, władze miasta postanowiły opracować nowy wzór herbu, a także flagę. Zadanie postanowiono wykonać własnymi siłami i środkami. Również w tym wypadku, opracowany wzór nie sięgał głębiej w tradycję heraldyczną Kcyni, a jedynie był próbą przetworzenia już używanego wizerunku na styl przypominający styl Haisiga. Mimo to, herb ten uzyskał pozytywną opinię tzw. Punktu Konsultacyjnego przy MSWiA dnia 15 lutego 2000. Odmiennie na ten temat wypowiedziała się nowo powołana Komisja Heraldyczna. W opinii z 20 czerwca 2000 zwrócono uwagę, że proponowany orzeł ma górną linię skrzydeł wyciętą w sposób irracjonalny i obcy dla polskiej tradycji historycznej. Wytknięto również, że wizerunek jest kompilacją elementów różnych orłów autorstwa Mariana Haisiga. Błędna zdaniem Komisji była także zróżnicowana grubość linii konturowej tarczy. Mimo tego, w związku z niejasną wykładnią niektórych przepisów dotyczących Komisji Heraldycznej, wizerunek herbu Kcyni przyjęto w 2001 roku, a następnie powielano w kolejnych statutach, ostatnio w roku 2008 (Uchwała XIX/205/2008 Rady Miejskiej w Kcyni z dnia 28 marca 2008 r.). Komisja Heraldyczna podtrzymywała swoją opinię w sprawie herbu, czego wyrazem była negatywna opinia w sprawie projektów łańcuchów władzy, powodowana głównie użyciem błędnego wzoru herbu, wystawiona w 2012 roku.
27 sierpnia 2015 została przyjęty nowy herb opracowany przez Kamila Wójcikowskiego i Roberta Fidurę, który był silnie inspirowany stylizacją Ottona Huppa, Herb uzyskał pozytywną opinię Komisji Heraldycznej.